# Torpedobåden Springeren
Torpedobåden Springeren var den første danske torpedobåd, der var bygget i Danmark (Orlogsværftet). De foregående både var alle på nær én bygget i England (Thornycroft), og i forhold til dem var Springeren både lidt mindre og lidt langsommere. Som noget nyt var den dog udstyret med torpedoer af større kaliber end tidligere. Springeren blev søsat i 1891.   

## Tekniske data

### Generelt
- Længde: 36,2 m
- Bredde:  4,0 m
- Dybdegående: 2,1 m
- Deplacement: 89 tons
- Fart: 18,0 knob
- Besætning: 17

### Armering
- Artelleri: 2 stk 37 mm
- Torpedoapparater: 2 stk 45 cm (I stævnen)

## Tjeneste
- Skiftede i 1916 navn til T. 1. Udgået 1919.